# Music Canada
Music Canada est une association à but non lucratif fondée en 1964 qui récompense depuis 1995 les albums, singles & DVD vendus au Canada.

## Histoire
Fondée en 1964 sous le nom Canadian Record Manufacturer's Association, elle changera de nom en 1979 pour Canadian Recording Industry Association ou CRIA et finalement pour Music Canada en 2011.

### Activités légales
En février 2004, la CRIA oblige cinq fournisseurs d'Internet dont Rogers, Shaw, Sympatico, Telus et Vidéotron à donner les noms de 29 personnes impliqués dans un partage de fichiers en pair à pair ayant porté atteinte au droit d'auteur. 
Le mois suivant, l'affaire se rend devant la cour fédérale du Canada baptisé BMG Canada c. John Doe. Le juge Kornard Von Finckenstein conclut que le téléchargement de musique via Internet n'équivalait pas à une distribution et ne contrevenait pas. De plus, il compare le partage de fichiers en pair à pair à "avoir un photocopieur dans une bibliothèque remplie de documents protégés par le droit d'auteur" et finalement, indique qu'il n'y avait aucune preuve de distribution illégale. Plus tôt dans l'année, la commission du droit d'auteur du Canada avait inclus le téléchargement de musique dans la liste de rémunération pour copie privée et stipule que "la copie privée consiste à copier de la musique à des fins personnelles à partir d'une source ne portant pas atteinte au droit d'auteur."
En 2008, la succession du musicien jazz américain Chet Baker et d'autres artistes poursuivirent les quatre membres de la CRIA pour violation des droits d'auteur sur 300 000 œuvres distribuées illégalement. Le recours collectif exigeait 20 000 $ en dommage et intérêt par infraction. L'affaire prend fin en janvier 2011 quand les maisons de disque ont versé 45 millions$.
En 2009, le site IsoHunt intente une poursuite contre la CRIA et ses membres pour un jugement sur le fond dans le but de valoir leurs droits. L'année précédente, les exploitants du site avait déposés une requête à la cour suprême de la Colombie-Britannique pour légaliser leur exploitation qui fut rejetée par la cour suprême de la province également ce qui fut pour l'appel.

## Seuils de certification
Inspirée par le modèle de l'association américaine Recording Industry Association of America fondée en 1958. Les seuils sont fixés selon le nombre de la population qui est 10 % de moins élevé que celle des États-Unis. Exemple : un disque d'or aux États-Unis est fixé 500 000, multiplié par 10 % ou 0,10 donnera 50 000 pour un disque d'or au Canada. Depuis le 1er mai 2008, l'association les abaissent à 20 %.

### Album
Le disque type platine peut être certifié de double (2) à nanotuple (9) pour être nanotuple il devra être vendu à 720 000 copies autrefois à 900 000 copies. Le disque d'or ne peut pas être certifié double et le diamant jusqu'à 2 fois diamant. Le 1er mai 2008, les seuils ont été modifiés afin de se conformer au marché actuel également à la baisse de ventes d'albums.
| seuils  | avant le 1er mai 2008 | après le 1er mai 2008  |
| Or      | 50 000                | 40 000 copies vendues  |
| Platine | 100 000               | 80 000 copies vendues  |
| Diamant | 1 000 000             | 800 000 copies vendues |

### Single et téléchargement numérique
Depuis sa création à aujourd'hui, elle récompense les chansons les mieux vendues sous différent nombre d'unité. En 1975, un disque d'or équivalait à 75 000 copies vendues soit 25 000 de plus qu'un album pour 50 000 copies. En février 1982, les seuils ont été modifiés sur le même nombre de copies vendues de celui des albums. Avec la popularité du IPod et téléchargement numérique dans les années 2000, ce n'est qu'en 2006 que des seuils seront créés pour ce genre de média. Le 12 septembre 2016, l'association décide de reformuler cette certification en une seule. Les chansons ayant été certifié par téléchargement numérique avant cette modification peuvent être prochainement certifié selon la ligne directrice.

#### single physique (1975-2016)
| seuils  | avant le 1er février 1982 | avant septembre 2002 | après septembre 2002   |
| ------- | ------------------------- | -------------------- | ---------------------- |
| Or      | 75 000                    | 50 000               | 5 000 copies vendues   |
| Platine | 150 000                   | 100 000              | 10 000 copies vendues  |
| Diamant | 1 500 000                 | 1 000 000            | 100 000 copies vendues |

#### téléchargement numérique (2006-2016)
| seuils  | avant le 1er janvier 2007 | avant le 1er mai 2010 | après le 1er mai 2010   |
| ------- | ------------------------- | --------------------- | ----------------------- |
| Or      | 10 000                    | 20 000                | 40 000 téléchargements  |
| Platine | 20 000                    | 40 000                | 80 000 téléchargements  |
| Diamant | 200 000                   | 400 000               | 800 000 téléchargements |

#### single (2016-présent)
| seuils  | depuis le 12 septembre 2016 |
| ------- | --------------------------- |
| Or      | 40 000 copies vendues       |
| Platine | 80 000 copies vendues       |
| Diamant | 800 000 copies vendues      |

### Vidéo & DVD
En 1990, la CRIA créée ses seuils afin de récompenser les vidéoclips sortant sous forme de vidéocassette. En 2001, les DVD de vidéoclips ou concerts sont inclus sous la même échelle. Ce type de certification a été retiré le 1er avril 2021.
| seuils  | depuis 1990            |
| ------- | ---------------------- |
| Or      | 5 000 copies vendues   |
| Platine | 10 000 copies vendues  |
| Diamant | 100 000 copies vendues |

### Sonnerie téléphonique
Au cours des années 2000, le téléphone portable a pris de plus d'importance dans nos vies. Alors, les maisons de disques commencent à vendre des sonneries originaux de chansons. Ce n'est qu'en 2007 que la CRIA créera ce type de seuil. Ce type de certification a été retiré le 1er avril 2021. 
| seuils  | depuis 2007             |
| ------- | ----------------------- |
| Or      | 20 000 téléchargements  |
| Platine | 40 000 téléchargements  |
| Diamant | 400 000 téléchargements |

## Autre

### Engagements
Music Canada vise à promouvoir les artistes canadiens avec des membres comme Sony Music Entertainment Canada Inc., Universal Music Canada Inc., Warner Music Canada Co. & autres. Ceux-ci sont impliqués dans tous les aspects de l’industrie du disque (conception, production, promotion & distribution) également à développer son talent à l'international.
Elle travaille aussi en étroite collaboration avec les studios, salles de spectacle, promoteurs & gestionnaires.

#### Représentation des membres
Historiquement, Music Canada représentait toutes les maisons de disques du pays. En 2006, six labels indépendants quittent l'association et accusent cette dernière de ne pas les avoir suffisamment représentés, également, de protéger les intérêts de ceux dit des multinationales internationaux. Les autres raisons furent que Music Canada était contre une taxe de la rémunération sur copie privée, mais également contre une réforme du droit d'auteur et son soutien à la musique numérique. La même année, un groupe de musiciens fonde la Canadian Music Creators Coalition qui dénonce le contrôle des marques sur le plaisir de profiter de la musique ne sont pas faites en leurs noms, mais au nom des sociétés mères étrangères.

### Streaming
Avec la venue du streaming, la Recording Industry Association of America implante dès 2013 le règlement donc 150 écoutes d'un single en streaming équivaut à 1 unité vendue et suivi d'un autre similaire pour les albums pour 1500 écoutes depuis le 1er février 2016. D'autre pays comme le Canada s’en inspireront, le 12 septembre 2016, Music Canada applique le règlement donc 150 écoutes pour un album ou un single en streaming équivaut à 1 unité vendue. En 2017, l'association modifie ses règles et fait passer le nombre d'écoutes à 1500 pour un album.